# Gran Hambruna de 1876-78

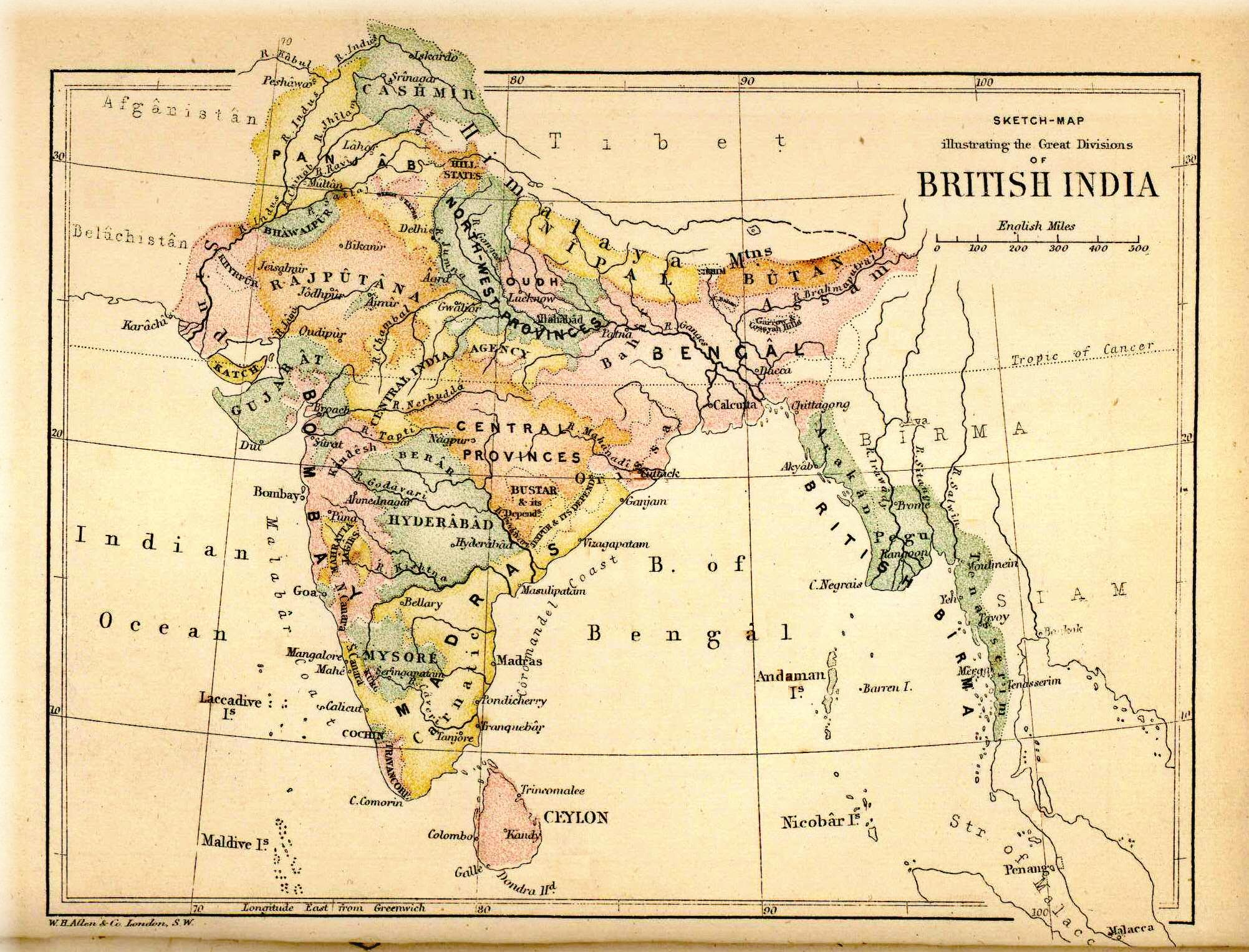
Mapa del Imperio Indio Británico (1880), que muestra las diferentes provincias y estados locales, incluidos los afectados por la Gran Hambruna de 1876–1878.

La Gran Hambruna de 1876–1878 (también la Hambruna del Sur de la India de 1876-1878 o la Hambruna de Madrás de 1877) fue una hambruna en la India bajo el dominio de la corona británica. Comenzó en 1876 después de una intensa sequía que resultó en la pérdida de cosechas en el Decán. Afectó a sur e India del sudoeste (las presidencias británicas de  Madras, Bombay, y estado principescos de Mysore y Hyderabad) por un período de dos años. En su segundo año, la hambruna también se extendió hacia el norte a algunas regiones de las Provincias Centrales y Provincias del Noroeste, y a un área pequeña en el Punjab. y causó miedo a una población total de 58,500,000. El número de muertos por esta hambruna se estima en 5,5 millones de personas.

## Eventos anteriores

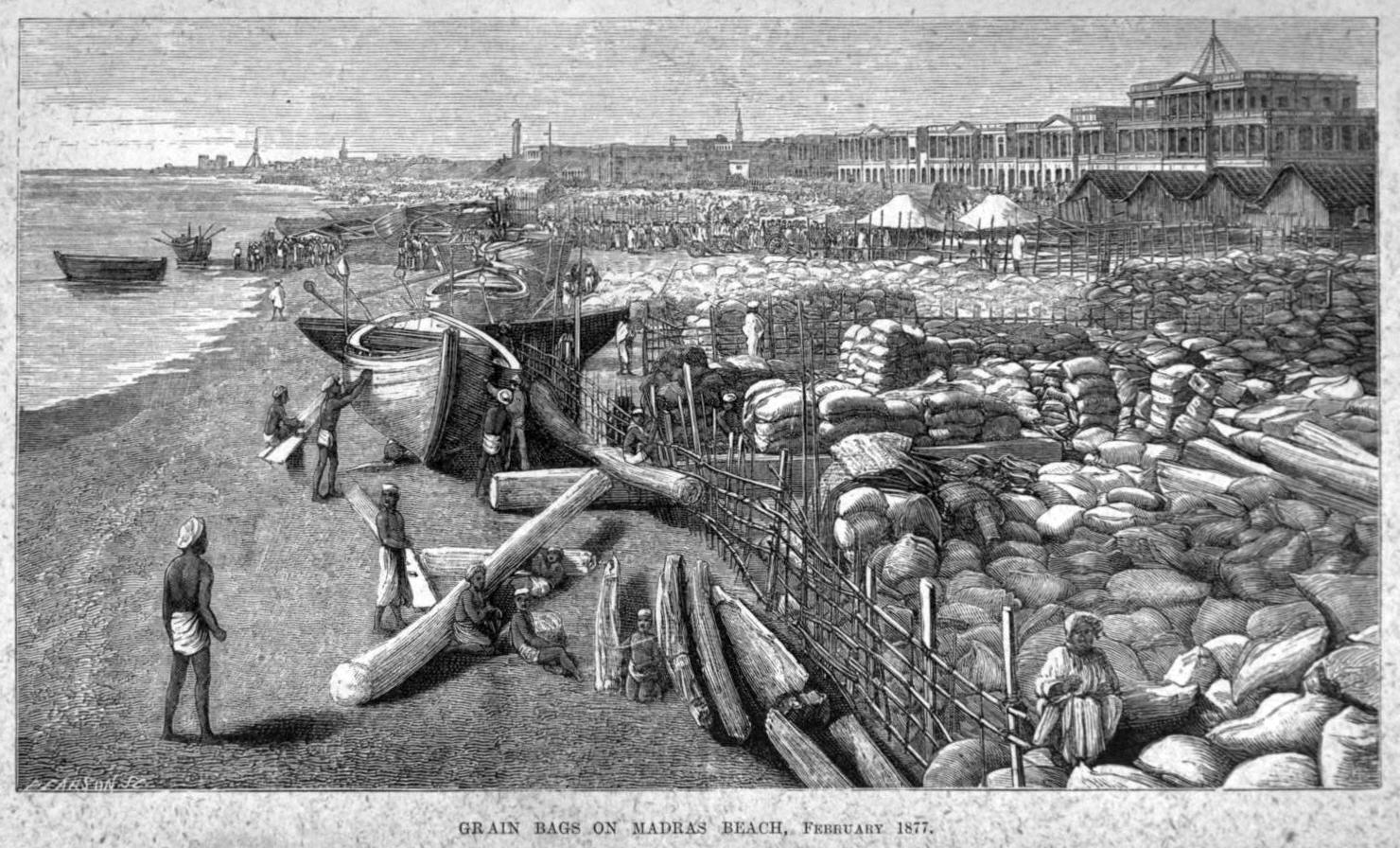
Granos destinados a la exportación apilados en las playas de Madrás (febrero de 1877).

En parte, la "Gran Hambruna" puede haber sido causada por una intensa sequía que resultó en la pérdida de cosechas en la meseta del Decán. Fue parte de un patrón más amplio de sequía y pérdida de cosechas en India, China, América del Sur y partes de África causado por una interacción entre un El Niño fuerte y un Dipolo del Océano Índico que condujo a muertes estimadas en cifras de entre 19 y 50 millones.
La exportación regular de granos por parte del gobierno colonial continuó; durante la hambruna, el virrey, Lord Robert Bulwer-Lytton, supervisó la exportación a Inglaterra de un récord de 6,4 millones de cien pesos (320.000 toneladas) de trigo, lo que hizo que la región fuera más vulnerable. El cultivo de cultivo comerciales alternativos, además de la mercantilización del grano, desempeñó un papel importante en los eventos.
La hambruna ocurrió en un momento en que el gobierno colonial intentaba reducir los gastos en asistencia social. Anteriormente, en la hambruna de Bihar, la mortalidad severa se había evitado importando arroz de Birmania. El Gobierno de Bengala y su Vicegobernador, Sir Richard Temple, fueron criticados por gastos excesivos en ayuda caritativa. Sensible a cualquier acusación renovada de exceso en 1876, Temple, quien ahora era Comisionado de Hambruna para el Gobierno de India, insistió no solo en una política de laissez faire con respecto al intercambio de granos, sino también con estándares más estrictos de calificación para ayuda y raciones de ayuda más escasas. Se ofrecieron dos tipos de ayuda: "obras de ayuda" para hombres, mujeres y niños trabajadores aptos, y ayuda gratuita (o caritativa) para niños pequeños, los ancianos y los indigentes.

## Hambre y alivio
Sin embargo, la insistencia en pruebas de calificación más rigurosas llevó a huelgas de "trabajadores de socorro" en la  Presidencia de Bombay. 
En enero de 1877, Temple redujo el salario por un día de duro trabajo en los campos de ayuda en  Madras y Bombay—este 'Temple wage' consistía en 1 libra (453,6 g) de grano más un anna para un hombre, y una cantidad ligeramente reducida para una mujer o un niño que trabaja, para un "largo día de trabajo duro sin sombra ni descanso". La razón detrás del salario reducido, que estaba de acuerdo con la creencia prevaleciente de la época, era que cualquier pago excesivo podría crear 'dependencia' (o "desmoralización" en el uso contemporáneo) entre la población afectada por la hambruna
Algunas autoridades se opusieron a las recomendaciones de Temple, incluidos William Digby y el médico W. R. Cornish, Comisionado Sanitario para la Presidencia de Madras. Cornish abogó por un mínimo de 1,5 libras (680,4 g)de grano y, además, suplementos de vegetales y proteínas, especialmente si los individuos realizaban un trabajo extenuante en los trabajos de socorro. Sin embargo, Lytton apoyó a Temple, quien argumentó que "todo debe estar subordinado a la consideración financiera de desembolsar la menor cantidad de dinero".
En marzo de 1877, el gobierno provincial de Madrás aumentó la ración hasta la mitad de las recomendaciones de Cornish, para 1,25 libras (567 g) de grano  1,5 onzas (43 g) de proteína en forma de daal (pulses). Mientras tanto, muchas más personas habían sucumbido a la hambruna. En otras partes de la India, como las Provincias Unidas, donde el alivio fue escaso, la mortalidad resultante fue alta. En la segunda mitad de 1878, una epidemia de malaria mató a muchos más que ya estaban debilitados por la desnutrición.
A principios de 1877, Temple proclamó que había puesto "bajo control la hambruna". Digby señaló que "apenas se puede decir que una hambruna esté adecuadamente controlada, lo que deja un cuarto de las personas muertas"

### Hambruna en el Estado de Mysore
Dos años antes de la hambruna de 1876, las fuertes lluvias destruyeron cultivos de ragi  (un tipo de mijo) en Kolar y Bangalore. La escasez de precipitaciones al año siguiente resultó en el secado de lagos, lo que afectó el stock de alimentos. Como resultado de la hambruna, la población del estado disminuyó en 874,000 (en comparación con el censo de 1871).
Sir Richard Temple fue enviado por el Gobierno británico de la India británica como comisionado especial de hambruna para supervisar los trabajos de ayuda del gobierno de Mysore. Para hacer frente a la hambruna, el  gobierno de Mysore inició cocinas de socorro. Un gran número de personas viajó a Bangalore cuando hubo ayuda disponible. Estas personas tuvieron que trabajar en la línea de ferrocarril Bangalore-Mysore a cambio de alimentos y granos. El gobierno de Mysore importó grandes cantidades de granos del vecino gobierno británico de la Presidencia de Madras. El pastoreo en los bosques fue permitido temporalmente, y se construyeron nuevos tanques y se repararon viejos tanques. El Dewan del Estado de Mysore, C. V. Rungacharlu, en su discurso  Dasara estimó el costo para el estado en 160 lakhs, con el estado incurriendo en una deuda de 80 lakhs.

## Consecuencias
La mortalidad en la hambruna fue del orden de 5,5 millones de personas. La excesiva mortalidad y las renovadas peticiones de "socorro y protección" que se hicieron a su paso, condujeron directamente a la constitución de la Comisión de Hambruna de 1880 y a la eventual adopción de la Indian Famine Codes. Después de la hambruna, un gran número de trabajadores agrícolas y tejedores de telares en India del Sur emigraron a las colonias tropicales británicas para trabajar como trabajadores contratados en plantaciones. La mortalidad excesiva en la hambruna también neutralizó el crecimiento natural de la población en las presidencias de Bombay y Madrás durante la década entre el primer y segundo censo de la India británica en 1871 y 1881. respectivamente. La hambruna perdura en el tamil y otras tradiciones literarias.
La Gran Hambruna tuvo un impacto político duradero en los eventos en India. Entre los administradores británicos en India que estaban inquietos por las reacciones oficiales ante la hambruna y, en particular por la sofocación del debate oficial sobre la mejor forma de alivio de la hambruna, estaban William Wedderburn y A. O. Hume. Menos de una década después, fundarían el Congreso Nacional Indio y, a su vez, influirían en una generación de nacionalistas indios. Entre estos últimos estaban Dadabhai Naoroji y Romesh Chunder Dutt para quienes la Gran Hambruna se convertiría en una piedra angular de la crítica económica del Raj británico. (escrito por Amin y Mohamed